# Zeitschrift für Bibliothekswesen und Bibliographie

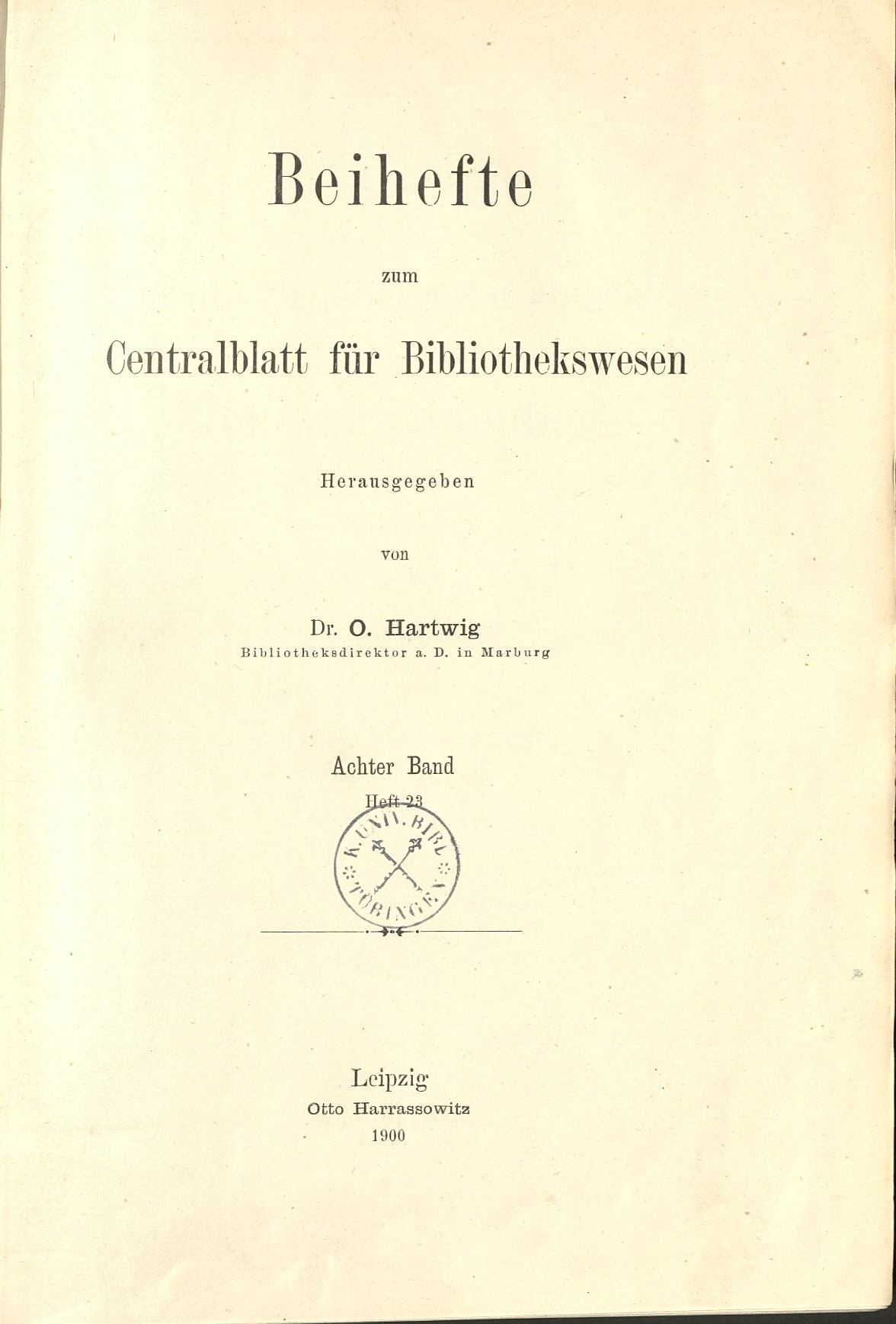
Festschrift Gutenberg (1900)

Die Zeitschrift für Bibliothekswesen und Bibliographie (ZfBB) ist eine bibliothekarische Fachzeitschrift und das Organ des wissenschaftlichen Bibliothekswesens. Sie enthielt Mitteilungen des Vereins Deutscher Bibliothekarinnen und Bibliothekare (früher auch des Vereins der Diplombibliothekare an Wissenschaftlichen Bibliotheken); seit 2014 gibt dieser ein eigenes Open-Access-Journal heraus, in dem nun die Vereinsmitteilungen erscheinen.
Die ZfBB wird vom Verlag Vittorio Klostermann herausgegeben. Der erste Jahrgang erschien 1954 in Fortsetzung der Nachrichten für wissenschaftliche Bibliotheken, die 1948 als westdeutscher Ersatz für das traditionsreiche Zentralblatt für Bibliothekswesen (ursprünglich Centralblatt für Bibliothekswesen) geschaffen worden waren. Das 1884 gegründete Leipziger Zentralblatt hatte 1944 sein Erscheinen eingestellt und wurde 1947 in der damaligen sowjetischen Besatzungszone wiederbegründet. Nach der deutschen Wiedervereinigung stellte das Zentralblatt 1990 sein Erscheinen ein und ging in der ZfBB auf.
Die ZfBB erscheint derzeit zweimonatlich.
Zu den Inhalten zählen neben Fachartikeln und Konferenzberichten insbesondere Rezensionen (Online-Verfügbarkeit reicht zurück von heute bis ca. 2003), Berichte zum Bibliotheksrecht und Personalia.
Von 1933 bis 1944 veröffentlichten z. B. Johannes Pohl, Wilhelm Grau, Peter-Heinz Seraphim, Joris Vorstius, Gustav Abb, Paul Wahl, Rudolf Buttmann, Georg Leyh politische, ideologische und „wissenschaftliche“ Artikel im Zentralblatt. In den Ausgaben ab 1940 ist das Blatt daher auch eine Quelle für die Untersuchung des NS-Kunstraubs im Bücherwesen.